# TV Øst
TV Øst is een Deense regionale televisieomroep welke uitzendt in het westen en zuiden van het eiland Seeland en op de eilanden Falster en Lolland, ten zuiden van Seeland. De hoofdvestiging van TV Øst bevindt zich in de stad Vordingborg in Zuid-Seeland. Er is ook een vestiging in Holbæk, in Noord-Seeland. TV Øst is een zelfstandige organisatie die wordt gefinancierd met kijk- en luistergeld.

## Programmatie en activiteiten
De belangrijkste opdracht van de zender is het uitzenden van regionaal nieuws. Het meest bekeken programma is dan ook TV ØST Nyheder, met het regionale nieuws dat iedere werkdag wordt uitgezonden, doorgaans vanaf 19:30u.
Naast het nieuws verzorgt TV Øst allerlei andere programma's, zoals Danmark Rundt en programma's die betrekking hebben op verschillende aspecten van de regio, zoals natuur, eten en koken, kunst en streekgeschiedenis. De zender maakt ook speciale series of programma's zoals de serie "Danmark i den kolde krig", welke de rol van mensen en steden belicht in Denemarken ten tijde van de Koude Oorlog.
TV Øst beheert ook een website, waar men rechtstreeks naar de televisie-uitzendingen kan kijken, ook vanuit het buitenland. Op de website kan men ook afzonderlijke uitzendingen en nieuwsfragmenten bekijken. TV Øst onderhoudt ook actief een pagina op Facebook, waar men nieuwsberichten en andere informatie op plaatst.

## Geschiedenis
TV Øst komt voort uit de schoot van TV 2, een publieke zender die begon met uitzenden in 1988 en verschillende regionale omroepen oprichtte, waaronder TV2 Øst, de oude naam van het huidige TV Øst. TV2 Øst begon 1 maart 1991 met uitzendingen, met Ole Dalgaard als directeur. De nadruk lag in die tijd op fictie en ingekochte buitenlandse series. Dit werd echter niet geaccepteerd door het kijkerspubliek, dat regionale nieuwsuitzendingen verlangde.
Toen Peter Harms Larsen directeur werd in maart 1992 veranderde de omroep zijn programmatie, door de aandacht te verleggen naar regionaal nieuws en reportages. De omroep won geleidelijk meer en meer kijkers om in 1997 en 1998 de meest bekeken regionale zender te worden. Ten gevolge van dalende reclame-inkomsten moest TV2 Øst in 1999 echter medewerkers ontslaan. In 2002 besloot de Deense staat de regionale zenders van TV 2 te verkopen, waaronder TV2 Øst. Dit betekende ook een verandering op het punt van financiering: sinds 1 januari 2003 wordt de zender volledig gefinancierd met kijk- en luistergeld. De verandering ging gepaard met een interne rationalisatie.
Sinds 1998 is Vagn Petersen directeur van de omroep. Vanaf 2012 zendt TV2 Øst 24 uur per dag uit, waar de zender eerder alleen op bepaalde tijdstippen te zien was.
Op 2 september 2014 veranderde de zender zijn naam van "TV2 Øst" naar "TV Øst", dit om zijn identiteit als onafhankelijk televisiestation te benadrukken. Naast een nieuwe naam kwam er ook een nieuw logo.